# Kiel
Kiel (alemany: [kiːl] ( escolteu-ho)) és una ciutat del nord d'Alemanya, capital de l'estat federat de Slesvig-Holstein. La seva població supera els 230.000 habitants.

El Port de Kiel és un important nus de comunicacions per al transport de passatgers i mercaderies cap a la mar Bàltica, per la seva situació al fons del fiord de Kiel, una ampla badia que va servir de port natural. Té línies regulars amb: Oslo (Noruega), Göteborg (Suècia), Klaipėda (Lituània), Tallinn (Estònia), Turku (Finlàndia), Kaliningrad i Sant Petersburg a (Rússia). Des del 1860, ha estat la base naval més gran del país. A la rodalia de Kiel hi ha unes drassanes, tot i que la competència asiàtica ha provocat una crisi en la construcció naval a la ciutat.

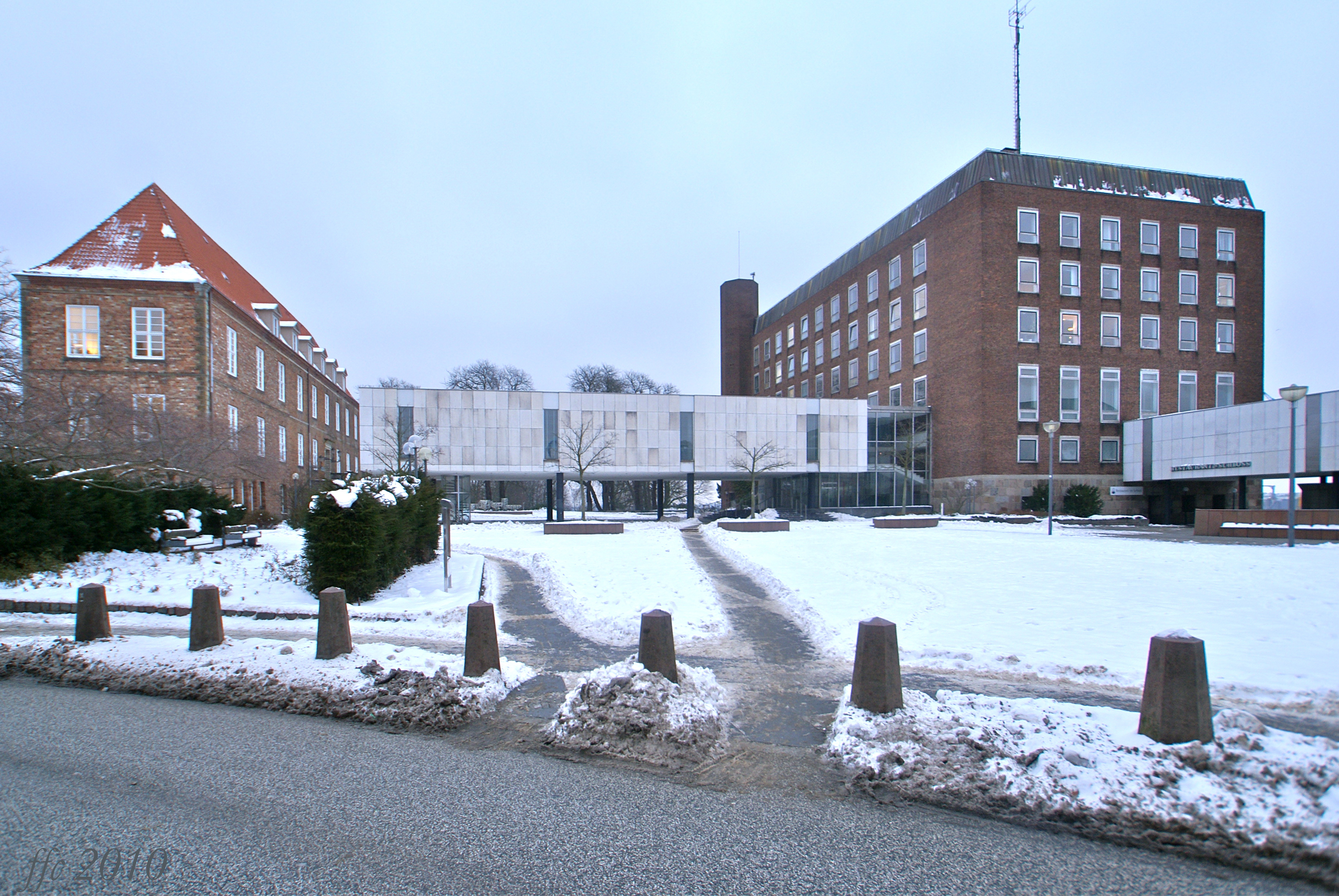
Castell de Kiel

. El canal de Kiel, de 98 kilòmetres, enllaça Kiel, a la mar Bàltica, amb Brunsbüttel, a l'estuari de l'Elba, al mar del Nord.

## Educació
Amb més de 20.000 estudiants, la Universitat de Kiel és un dels principals centres d'activitat de la ciutat. Té un el centre de recerca sobre les ciències del mar, el GEOMAR.

## Esport
El THW Kiel és l'equip de handbol més important d'Alemanya i un dels que ha obtingut més títols del món, entre altres quatre copes d'Europa.
A Kiel se celebra una de les competicions de vela més importants del món: la setmana de Kiel. Les proves de vela dels Jocs Olímpics de 1936 (Berlín) i de 1972 (Múnic) s'organitzaren a Kiel.

## Clima
Kiel té un clima oceànic (Cfb en la classificació de Koeppen).
| Dades climàtiques a Kiel            | Dades climàtiques a Kiel | Dades climàtiques a Kiel | Dades climàtiques a Kiel | Dades climàtiques a Kiel | Dades climàtiques a Kiel | Dades climàtiques a Kiel | Dades climàtiques a Kiel | Dades climàtiques a Kiel | Dades climàtiques a Kiel | Dades climàtiques a Kiel | Dades climàtiques a Kiel | Dades climàtiques a Kiel | Dades climàtiques a Kiel |
| Mes                                 | gen                      | febr                     | març                     | abr                      | maig                     | juny                     | jul                      | ag                       | set                      | oct                      | nov                      | des                      | anual                    |
| ----------------------------------- | ------------------------ | ------------------------ | ------------------------ | ------------------------ | ------------------------ | ------------------------ | ------------------------ | ------------------------ | ------------------------ | ------------------------ | ------------------------ | ------------------------ | ------------------------ |
| Màxima rècord °C (°F)               | 13.4 (56.1)              | 16.0 (60.8)              | 21.4 (70.5)              | 29.3 (84.7)              | 33.5 (92.3)              | 34.4 (93.9)              | 34.2 (93.6)              | 35.0 (95)                | 30.1 (86.2)              | 25.2 (77.4)              | 19.5 (67.1)              | 14.8 (58.6)              | 35 (95)                  |
| Màxima mitjana °C (°F)              | 2 (36)                   | 3 (37)                   | 6 (43)                   | 11 (52)                  | 16 (61)                  | 20 (68)                  | 21 (70)                  | 21 (70)                  | 18 (64)                  | 13 (55)                  | 8 (46)                   | 4 (39)                   | 11.9 (53.4)              |
| Mitjana diària °C (°F)              | 0.7 (33.3)               | 1.0 (33.8)               | 3.3 (37.9)               | 6.7 (44.1)               | 11.5 (52.7)              | 15.1 (59.2)              | 16.3 (61.3)              | 16.3 (61.3)              | 13.3 (55.9)              | 9.7 (49.5)               | 5.3 (41.5)               | 2.1 (35.8)               | 8.44 (47.19)             |
| Mínima mitjana °C (°F)              | −2 (28)                  | −2 (28)                  | 0 (32)                   | 3 (37)                   | 7 (45)                   | 11 (52)                  | 12 (54)                  | 12 (54)                  | 10 (50)                  | 7 (45)                   | 3 (37)                   | 0 (32)                   | 5.1 (41.2)               |
| Mínima rècord °C (°F)               | −20.8 (−5.4)             | −24.8 (−12.6)            | −14.5 (5.9)              | −6.9 (19.6)              | −3.0 (26.6)              | 1.6 (34.9)               | 4.3 (39.7)               | 4.7 (40.5)               | 0.6 (33.1)               | −6.2 (20.8)              | −12.0 (10.4)             | −15.1 (4.8)              | −24.8 (−12.6)            |
| Pluja mitjana mm (polzades)         | 65 (2.56)                | 40 (1.57)                | 54 (2.13)                | 52 (2.05)                | 57 (2.24)                | 69 (2.72)                | 79 (3.11)                | 69 (2.72)                | 66 (2.6)                 | 67 (2.64)                | 86 (3.39)                | 74 (2.91)                | 778 (30.64)              |
| Mitjana de dies de pluja (≥ 1.0 mm) | 18                       | 15                       | 13                       | 14                       | 12                       | 14                       | 15                       | 16                       | 15                       | 17                       | 18                       | 18                       | 185                      |
| Humitat relativa mitjana (%)        | 87                       | 84                       | 81                       | 77                       | 74                       | 74                       | 76                       | 78                       | 81                       | 85                       | 86                       | 87                       | 80.8                     |
| Mitjana mensual d'hores de sol      | 38.5                     | 64.4                     | 106.4                    | 171.1                    | 230.2                    | 237.1                    | 218.7                    | 220.4                    | 150.5                    | 102.3                    | 52.0                     | 34.9                     | 1.626,5                  |
| Font: DWD; wetterkontor.de;         |                          |                          |                          |                          |                          |                          |                          |                          |                          |                          |                          |                          |                          |

## Llocs d'interès
- Castell de Kiel

## Nascut a Kiel
- Adolf Speck (1911-1946), SS-Rottenführer i criminal de guerra.
- Carl Thiessen (1867-1954) pianista i compositor.
- Hermann Stange (1835-1914) compositor i organista.
- Max Planck (1858-1947), físic, Premi Nobel de Física de l'any 1918.
- Hans Werner, geòleg.